# Icke-flyktigt datorminne
Ett icke-flyktigt minne är ett datorminne som behåller sin data även när spänningen är borta. Vanligtvis använder man dock den engelska synonymen NVM (non-volatile memory). Exempel som använder tekniken är read-only memory, flashminne och F-RAM.